# Hamadryas sellasia
Hamadryas sellasia är en fjärilsart som beskrevs av Hans Fruhstorfer 1916. Hamadryas sellasia ingår i släktet Hamadryas och familjen praktfjärilar. Inga underarter finns listade i Catalogue of Life.